# Polygrammodes
Polygrammodes is een geslacht van vlinders uit de familie van de grasmotten (Crambidae), uit de onderfamilie van de Spilomelinae. De wetenschappelijke naam van dit geslacht is voor het eerst voorgesteld door Achille Guenée in een publicatie uit 1854.. Guenée beschreef ook de eerste soort uit het geslacht, Polygrammodes runicalis uit Brazilië, die als typesoort is aangeduid.
Het geslacht wordt onder meer gekenmerkt door een robuust lichaam met een dik abdomen dat tot achter de vleugels reikt; forse voelsprieten en brede, dikke vleugels met een franje. Vleugels en abdomen zijn bedekt met min of meer regelmatige markeringen. Er is een grote verscheidenheid aan markeringen tussen de soorten.
De meeste soorten van dit geslacht komen in Midden- en Zuid-Amerika voor.

## Soorten
- Polygrammodes atricosta Hampson, 1913
- Polygrammodes auropurpuralis Dognin, 1903
- Polygrammodes baeuscalis Dyar, 1913
- Polygrammodes biangulalis Dognin, 1903
- Polygrammodes citrinalis Hampson, 1913
- Polygrammodes compositalis (Lederer, 1863)
- Polygrammodes croesus (Druce, 1895)
- Polygrammodes cuneatalis Dognin, 1908
- Polygrammodes cyamon Druce, 1899
- Polygrammodes delicata Munroe, 1960
- Polygrammodes dubialis Schaus, 1924
- Polygrammodes eaclealis Munroe, 1958
- Polygrammodes effusalis (Walker, 1866)
- Polygrammodes elevata (Fabricius, 1777)
- Polygrammodes ephremalis Schaus, 1927
- Polygrammodes faraonyalis Viette, 1954
- Polygrammodes farinalis Hampson, 1899
- Polygrammodes fenestrata Munroe, 1958
- Polygrammodes flavescens Hampson, 1918
- Polygrammodes flavidalis (Guenée, 1854)
- Polygrammodes flavivenata Munroe, 1958
- Polygrammodes fluminalis (Butler, 1883)
- Polygrammodes fusinotalis Dognin, 1903
- Polygrammodes griseinotata Munroe, 1958
- Polygrammodes griveaudalis Viette, 1981
- Polygrammodes harlequinalis Munroe, 1958
- Polygrammodes hartigi Munroe, 1958
- Polygrammodes hercules (C. Felder, R. Felder & Rogenhofer, 1875)
- Polygrammodes herminealis Schaus, 1920
- Polygrammodes hintzi Strand, 1911
- Polygrammodes hyalescens Hampson, 1913
- Polygrammodes hyalomaculata Dognin, 1908
- Polygrammodes infixalis (Herrich-Schäffer, 1871)
- Polygrammodes interpunctalis Dognin, 1904
- Polygrammodes klagesi Munroe, 1958
- Polygrammodes koepckei Munroe, 1958
- Polygrammodes langdonalis (Grote, 1877)
- Polygrammodes leptorrhapta (Meyrick, 1936)
- Polygrammodes leucalis (Guenée, 1854)
- Polygrammodes lichyi Munroe, 1958
- Polygrammodes limitalis Hampson, 1899
- Polygrammodes maccalis (Lederer, 1863)
- Polygrammodes maculiferalis (Dyar, 1910)
- Polygrammodes mimetica Munroe, 1960
- Polygrammodes modestalis Dyar, 1912
- Polygrammodes moerulalis (Walker, 1859)
- Polygrammodes naranja Munroe, 1959
- Polygrammodes nervosa (Warren, 1889)
- Polygrammodes nigrilinealis Hampson, 1903
- Polygrammodes nonagrialis Hampson, 1899
- Polygrammodes obscuridiscalis Munroe, 1958
- Polygrammodes obsoletalis Munroe, 1958
- Polygrammodes ostrealis (Guenée, 1854)
- Polygrammodes oxydalis (Guenée, 1854)
- Polygrammodes pareaclealis Munroe, 1958
- Polygrammodes phaeocraspis Hampson, 1913
- Polygrammodes phyllophila (Butler, 1878)
- Polygrammodes ponderalis (Guenée, 1854)
- Polygrammodes purpureorufalis Hampson, 1918
- Polygrammodes quatrilis (Druce, 1902)
- Polygrammodes rufinalis Hampson, 1899
- Polygrammodes runicalis Guenée, 1854
- Polygrammodes sanguifrons Hampson, 1913
- Polygrammodes sanguiguttalis Hampson, 1913
- Polygrammodes sanguinalis Druce, 1895
- Polygrammodes semirufa Hampson, 1913
- Polygrammodes senahuensis (Druce, 1895)
- Polygrammodes seyrigalis Viette, 1953
- Polygrammodes spectabilis Munroe, 1958
- Polygrammodes supproximalis Dognin, 1903
- Polygrammodes supremalis Schaus, 1920
- Polygrammodes tapsusalis (Walker, 1859)
- Polygrammodes trifolialis Dognin, 1908
- Polygrammodes uniflexalis Dognin, 1903
- Polygrammodes zischkai Munroe, 1960